# Beväringsförbundet
Beväringsförbundet (finska: Varusmiesliitto) är en finländsk intresseorganisation för värnpliktiga med säte i Helsingfors, grundad 1970.
Beväringsförbundet har till uppgift att utgöra ett föreningsband mellan Finlands värnpliktiga och att på olika sätt främja och bevaka deras intressen. Medlemskap kan vinnas av finländsk medborgare under 30 år. Förbundet hade 2001 omkring 4 200 medlemmar.